# Rue de la Victoire (Paris)
Pour les articles homonymes, voir Rue de la Victoire.
La rue de la Victoire se trouve à Paris dans le 9e arrondissement.

## Situation et accès

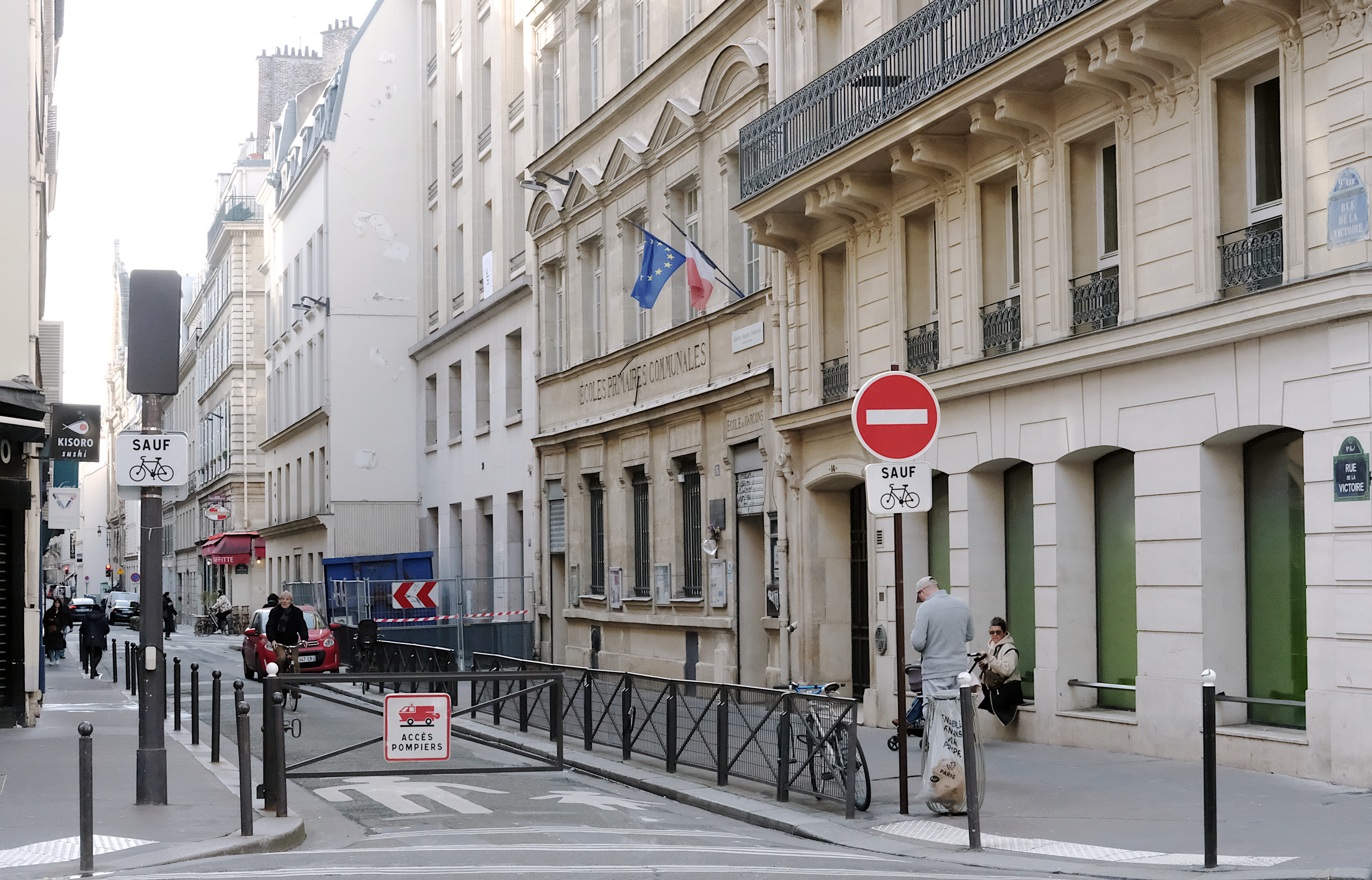
La rue de la Victoire vue depuis la rue Le Peletier.

Longue de 720 mètres, elle commence rue La Fayette et finit rue Joubert.
Ce site est desservi par les stations de métro Trinité - d'Estienne d'Orves, Notre-Dame-de-Lorette et Le Peletier.

## Origine du nom
Elle prend le nom de « rue de la Victoire » le 8 nivôse an VI (28 décembre 1797), sur la longueur des deux rues, en l'honneur de la campagne d’Italie du général Bonaparte, qui y possédait un hôtel. Elle reprit le nom de « Chantereine » en 1816 lors de la Restauration puis retrouva son nom actuel en 1833.

## Historique
Indiquée sur le plan de Jouvin de Rochefort de 1672, sous le nom de « ruellette aux Marais-des-Porcherons », par suite de son voisinage avec le château des Porcherons de la rue Saint-Lazare, elle est en 1734, appelée « ruelle des Postes »  entre la rue de la Chaussée-d'Antin et la « rue des Trois-Frères » (actuelle rue Taitbout), puis devenue une rue, elle prend le nom de « rue Chanterelle » et « rue Chantereine », s'agissant du tronçon « rue des Trois-Frères » — rue du Faubourg-Montmartre, à cause des grenouilles dites reinettes et de leur chant, qu'on y entendait dans les marécages environnants.
Le 8 nivôse an VI (28 décembre 1797) (1798), il est décidé « pour consacrer le triomphe des armées françaises que la rue Chantereine prendrait le nom de rue de la Victoire ».
Après Waterloo, elle redevient « rue Chantereine », et ce n'est que depuis 1833, par ordre de Adolphe Thiers, qu'elle reprend son nom de « rue de la Victoire » « qu'elle avait reçu de l'autorité municipale, à l'époque où Napoléon, général en chef de l'armée d'Italie, vint habiter l'hôtel qu'il possédait dans cette rue, lorsqu'il apporta au Directoire le traité de Campo-Formio ».
Elle est prolongée jusqu'à la rue Joubert en 1847.
Le 23 mars 1918, durant la première Guerre mondiale, un obus lancé par la Grosse Bertha explose au no 45 rue de la Victoire.

## Bâtiments remarquables et lieux de mémoire
- No 21 : le haut fonctionnaire Ferdinand Isaac (1860-1915) y résida à la fin de sa vie.
- Nos 37-41 : immeuble réalisé par l’architecte Jean Balladur, entre 1955 et 1958[2]. C’est le premier immeuble à murs-rideaux édifié à Paris[3].
- No 44 : Grande synagogue de Paris, dont le site était occupé dans les années 1830 par le siège de la légation des États-Unis en France.

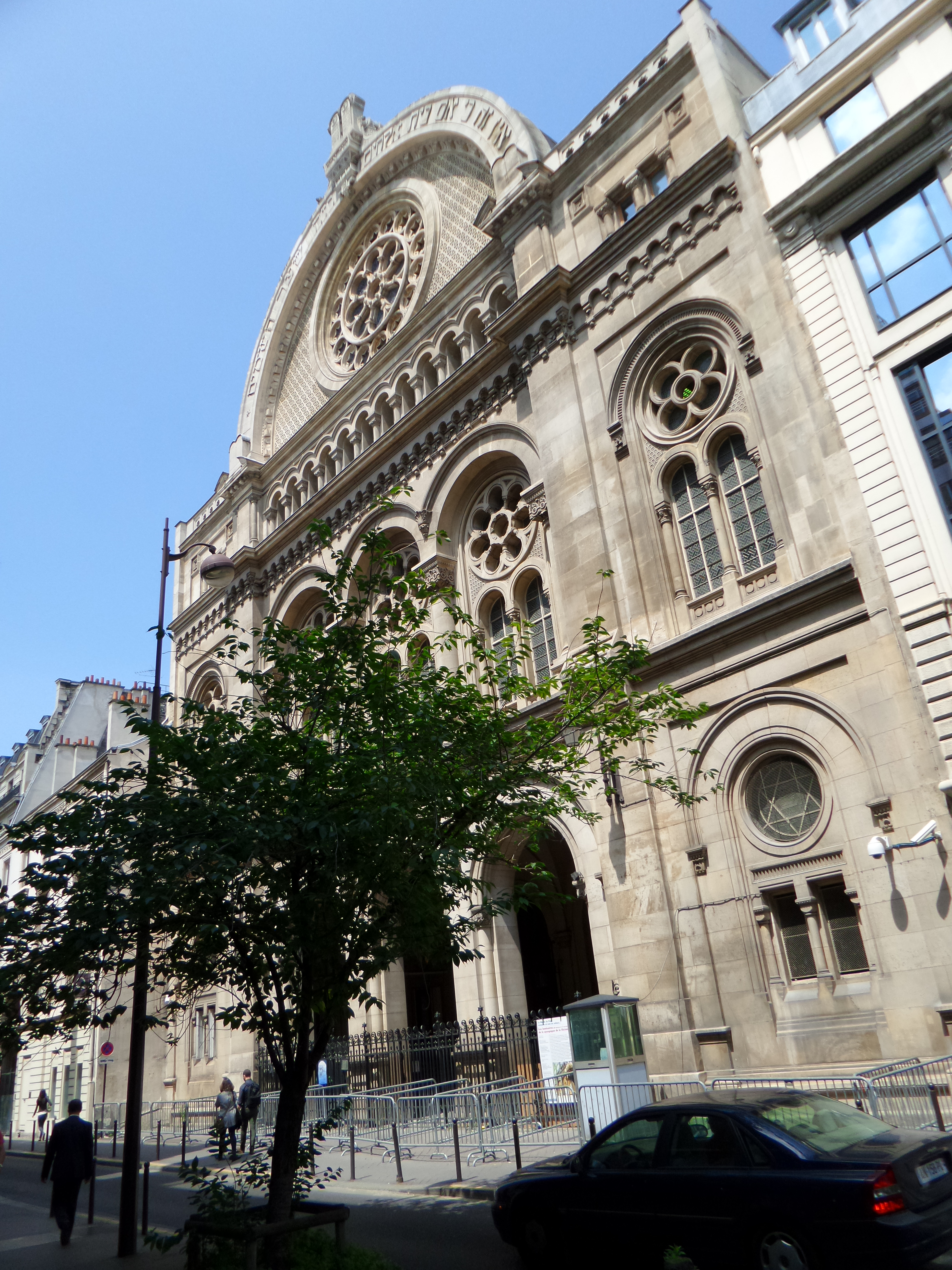
La grande synagogue de Paris.
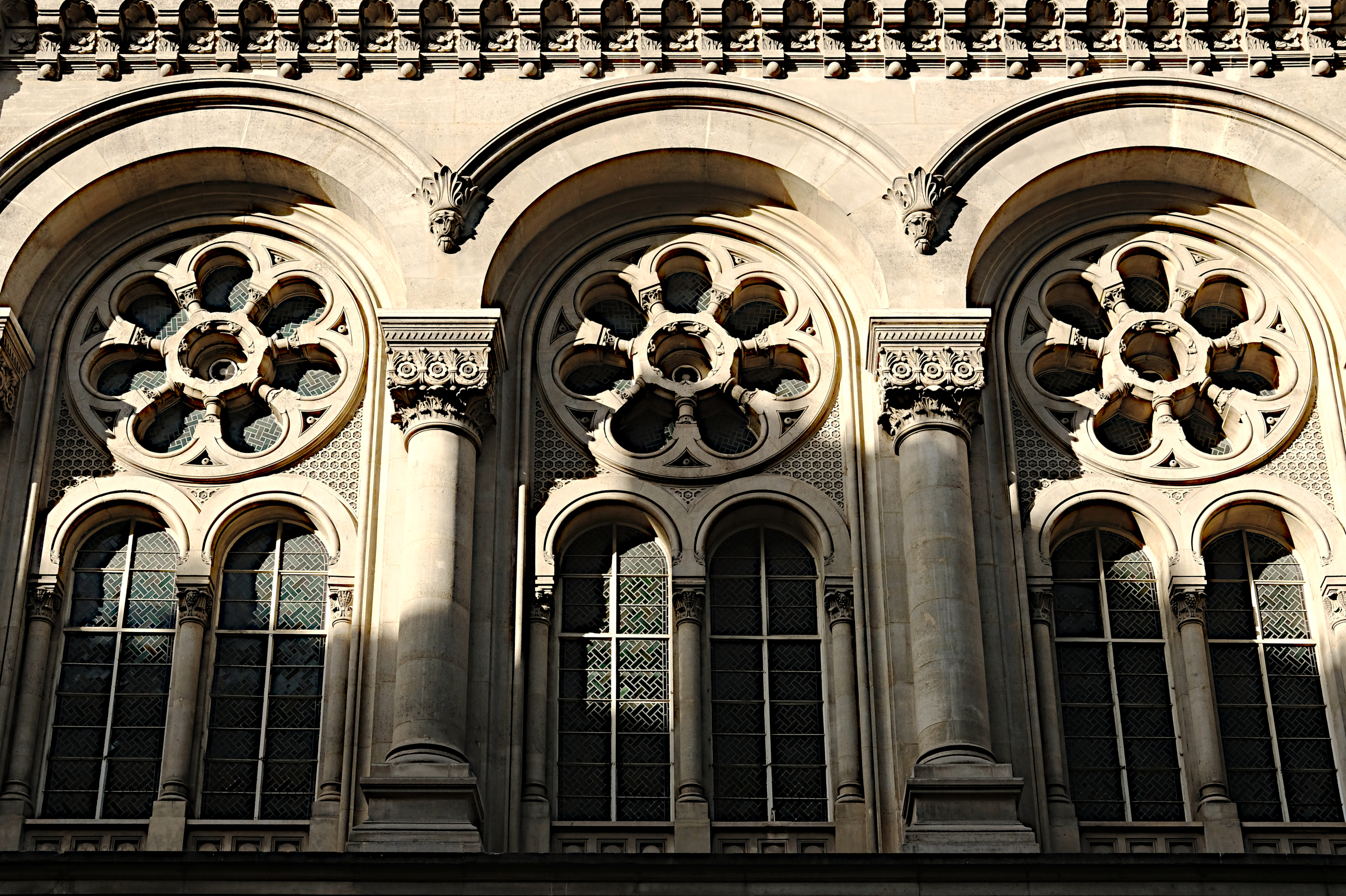
Détail.

- No 46 : emplacement du théâtre Olympique, en activité de 1801 à 1806, remplacé par les Bains Chantereine.
- No 48 : emplacement de la salle Herz. Hector Berlioz y donna pour la première fois Le Carnaval romain (1844) et L'Enfance du Christ (1854).
- Nos 58-60 : emplacement de l'ancien hôtel Beauharnais (à ne pas confondre avec l'hôtel Beauharnais, rue de Lille) d'où Napoléon Bonaparte a organisé le coup d'État du 18 Brumaire. Il fut démoli en 1858[4], lors du percement de la rue de Châteaudun, son emplacement se situe sur la chaussée et le trottoir des nos 49 et 51 de la rue de Châteaudun, et son entrée par l'actuel no 60 de la rue de la Victoire[5]. En 1906, Léon Isidore Molinos (1928-1914), président du conseil d'administration de la Compagnie des phosphates et des chemins de fer de Gafsa (Tunisie), avait son siège social au no 60 de cette rue.
- No 60 : hôtel particulier abritant la plus ancienne agence CIC Banque Privée, dédiée aux plus grandes fortunes françaises et internationales.

L’hôtel Bonaparte
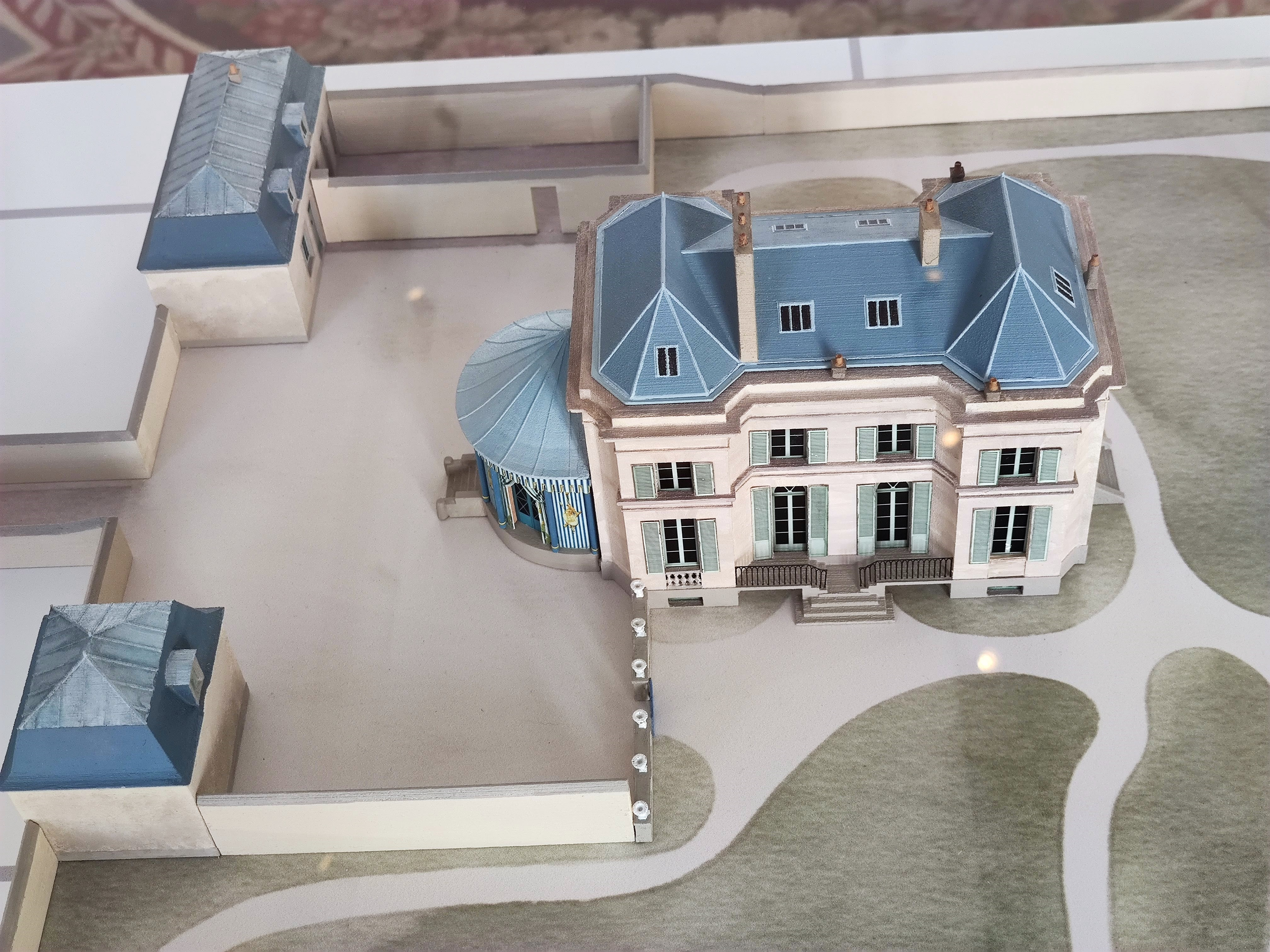
Maquette de l’hôtel Bonaparte (château de Malmaison).
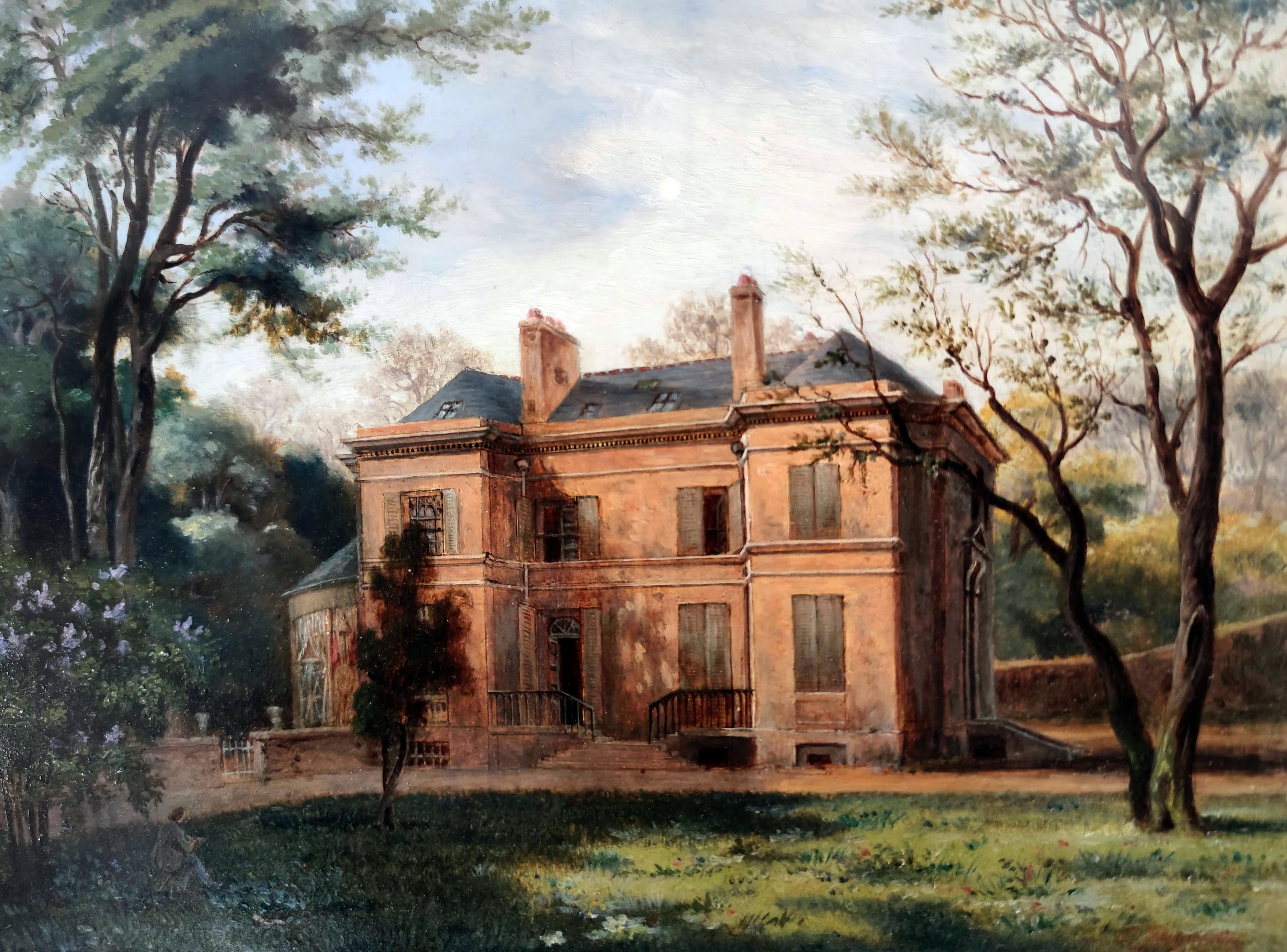
Vue de l’hôtel Bonaparte, rue de la Victoire, en mai 1857, Charles Ransonnette (château de Malmaison).

- No 63 : la Banque Hottinguer (ancienne banque personnelle de Napoléon).
- No 65 : Hayashi Tadamasa, arrivé à Paris en qualité d’interprète, finit par s'installer en France et crée en 1883 une entreprise d’importation d’objets d’art d’Extrême-Orient et d’estampes japonaises. Introduit dans le cercle des japonisants, il joue un rôle déterminant pour les collectionneurs en ouvrant en 1890 cette boutique qui devient un lieu incontournable pour les amateurs d’art japonais. Les années 1880 marquent l’apogée du japonisme[6]. L'architecte Auguste Avezard y habitait en 1921[7].
- No 67 : consulat général du Paraguay dans les années 1900[8].
- No 92 : emplacement de l'atelier du peintre Henri-Georges Morisset (1841-1899) et de son associé Édouard Viénot, où ils réalisaient des portraits peints d'après photographies[9].
- No 98, un musée de plus de douze salles, fin XIXe siècle, où Frédéric Moreau exposait le résultat de ses fouilles dans l'Aisne de plus de six mille sépultures couvrant La Tène au temps des Mérovingiens[10].
- No 98 bis (à l'angle de la rue Joubert) : hôtel de l'architecte français François-Joseph Bélanger. Après sa libération de la prison Saint-Lazare pendant la Révolution, il le réaménagea dans le style pompéien pour son épouse, la danseuse Mlle Dervieux[11].
- Jusqu'à sa destruction en 1826, l'hôtel Thellusson possédait une entrée par cette rue. Il occupait l'essentiel de l'îlot qui se trouve au sud de la rue, entre la rue Saint-Georges et la rue Chauchat. C'est sur son emplacement que la rue Laffitte a été prolongée.